# Bud Brown

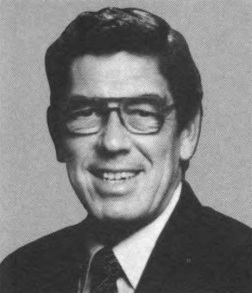
Bud Brown (1981)

Clarence J. „Bud“ Brown Jr. (* 18. Juni 1927 in Columbus, Ohio; † 26. Januar 2022 in Urbana, Ohio) war ein US-amerikanischer Politiker. Zwischen 1965 und 1983 vertrat er den Bundesstaat Ohio im US-Repräsentantenhaus.

## Werdegang
Bud Brown ist der Sohn des Kongressabgeordneten Clarence J. Brown (1895–1965). Er besuchte bis 1944 die Western High School in Washington, D.C. und diente zwischen 1944 und 1946 während des Zweiten Weltkrieges in der US Navy, der er auch zwischen 1950 und 1953 während des Koreakrieges angehörte.  Nach dem Zweiten Weltkrieg setzte er seine eigene Ausbildung fort. Bis 1947 studierte er an der Duke University in North Carolina und dann bis 1949 an der Harvard Business School in Cambridge. Anschließend begann er eine lange Laufbahn in der Zeitungs- und Medienbranche. Zwischen 1949 und 1965 war er bei der Brown Publishing Co. angestellt; von 1965 bis 1976 war er Präsident und dann bis 2002 Vorstandsvorsitzender dieser Firma. Von 1953 bis 1959 war er Miteigentümer der Zeitung  Franklin Chronicle. Außerdem betrieb er eine Farm und war Manager eines Radiosenders in Urbana.
Politisch war Brown, wie sein Vater, Mitglied der Republikanischen Partei. In den Jahren 1968, 1972, 1976 und 1984 nahm er als Delegierter auf den jeweiligen Republican National Conventions teil. Nach dem Tod seines Vaters, der als Kongressabgeordneter starb, wurde er bei der fälligen Nachwahl für den siebten Sitz von Ohio als dessen Nachfolger in das US-Repräsentantenhaus in Washington gewählt, wo er am 2. November 1965 sein neues Mandat antrat. Nach acht Wiederwahlen konnte er bis zum 3. Januar 1983 im Kongress verbleiben. In diese Zeit fielen unter anderem der Vietnamkrieg, die Watergate-Affäre und das Ende der Bürgerrechtsbewegung.
1982 verzichtete Bud Brown auf eine weitere Kongresskandidatur. Stattdessen bewarb er sich erfolglos um das Amt des Gouverneurs von Ohio. Zwischen 1983 und 1988 war er stellvertretender und zeitweise kommissarischer Handelsminister der Vereinigten Staaten unter Präsident Ronald Reagan. In den Jahren 1988 und 1989 war er Vorstandsmitglied der Overseas Private Investment Corporation. Danach fungierte er zwischen 1992 und 1999 als Präsident und Geschäftsführer der United States Capitol Historical Society.
Sein Sohn ist der Filmschauspieler Clancy Brown.